# Тетро
„Тетро“ (на английски: Tetro) е игрален филм драма от САЩ, Аржентина и Испания от 2009 година. Той е продуциран и режисиран от Франсис Форд Копола по негов оригинален сценарий. Главните роли се изпълняват от Винсънт Гало, Алдън Ерънрайк и Марибел Верду.

## Сюжет
Това е история за връзката на едно музикално-артистично семейство. Най-големият от синовете на Тетрокини избягва от семейството, където господства баща му, за да стане писател. Десет години по-късно младият и наивен брат Бени идва при него в Буенос Айрес. Анхело става писател както е желал, носи псевдонима на Тетро, но не публикува своята автобиографична пиеса, за която всеки знае, но никой не я е виждал. По-малкият брат открива и тайно чете недовършения ръкопис на по-големия брат и ...

## В ролите
| Изпълнител            | Роля        |
| --------------------- | ----------- |
| Винсънт Гало          | Тетро       |
| Алдън Ерънрайк        | Бени        |
| Марибел Верду         | Миранда     |
| Клаус Мария Брандауер | Карло       |
| Кармен Маура          | Самотната   |
| Родриго де ла Серна   | Хосе        |
| Летиция Бредиче       | Хосефина    |
| Майк Амигорена        | Абелардо    |
| Ерика Ривас           | Ана         |
| София Гала            | Мария Луиза |
| Адриана Мастранджело  | Анхела      |
| Франческа Де Сапио    | Амалия      |